# Doppelkopf

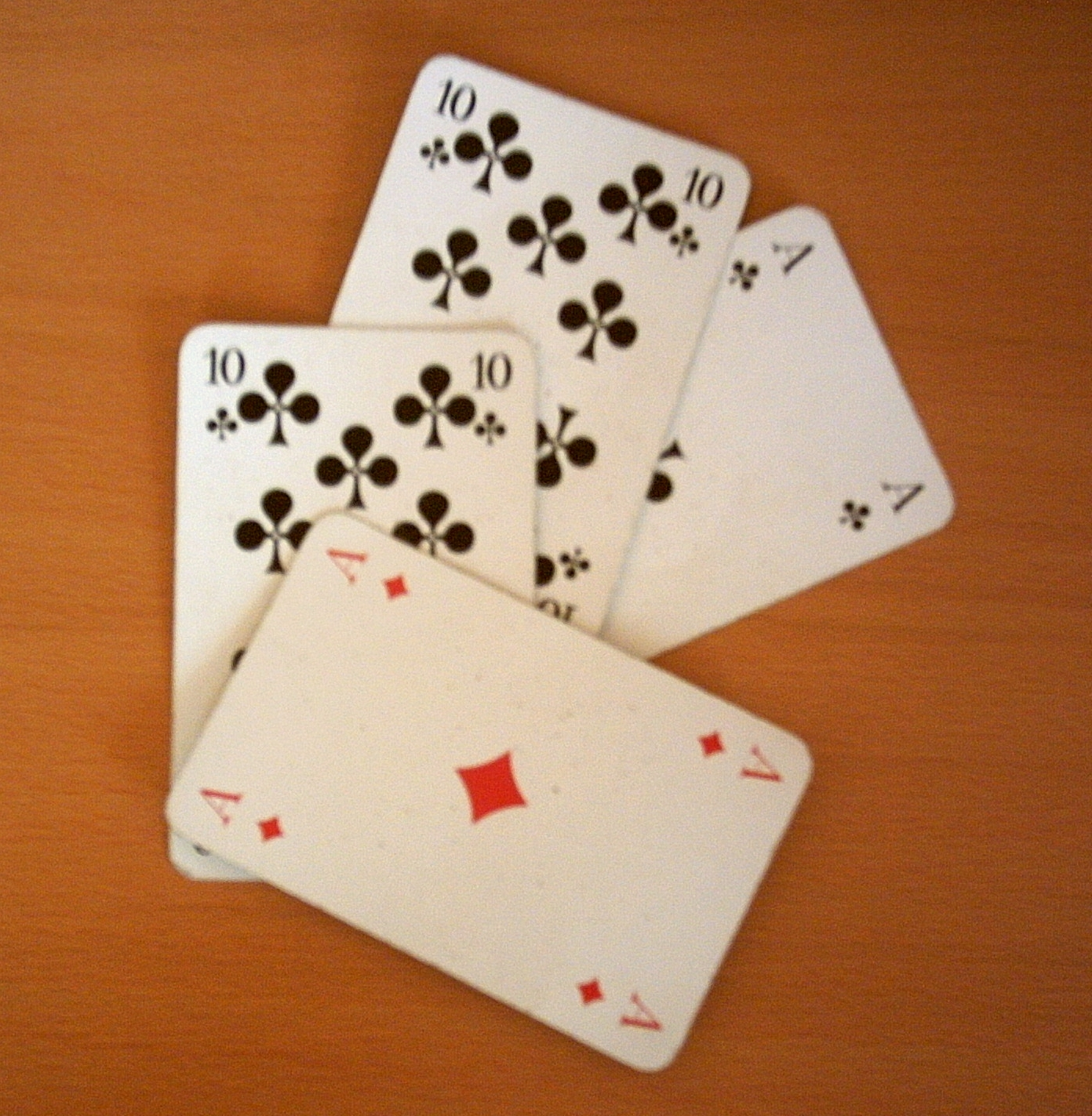
Ein „Doppelkopf“

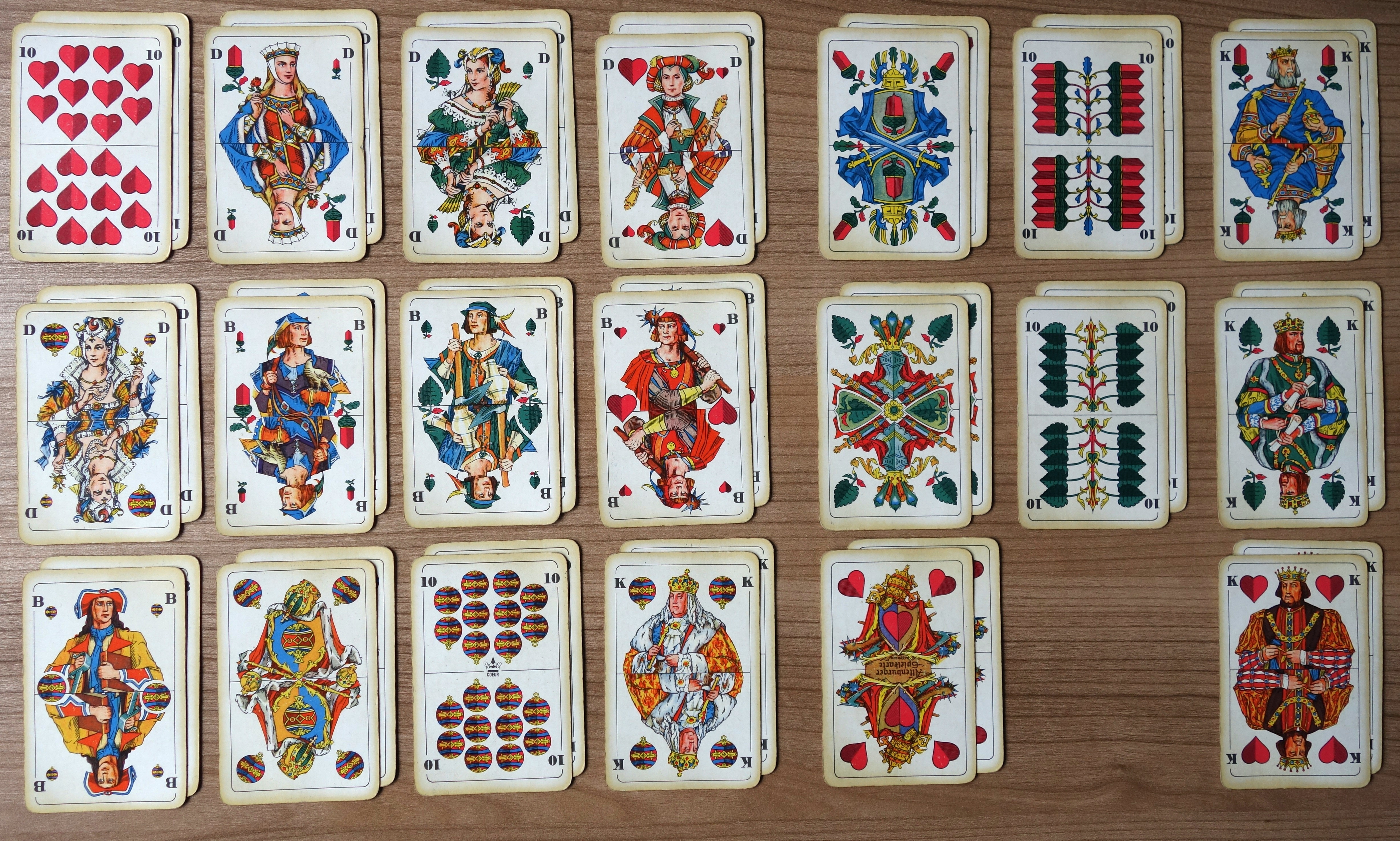
Deutsches Blatt (ohne Luschen)

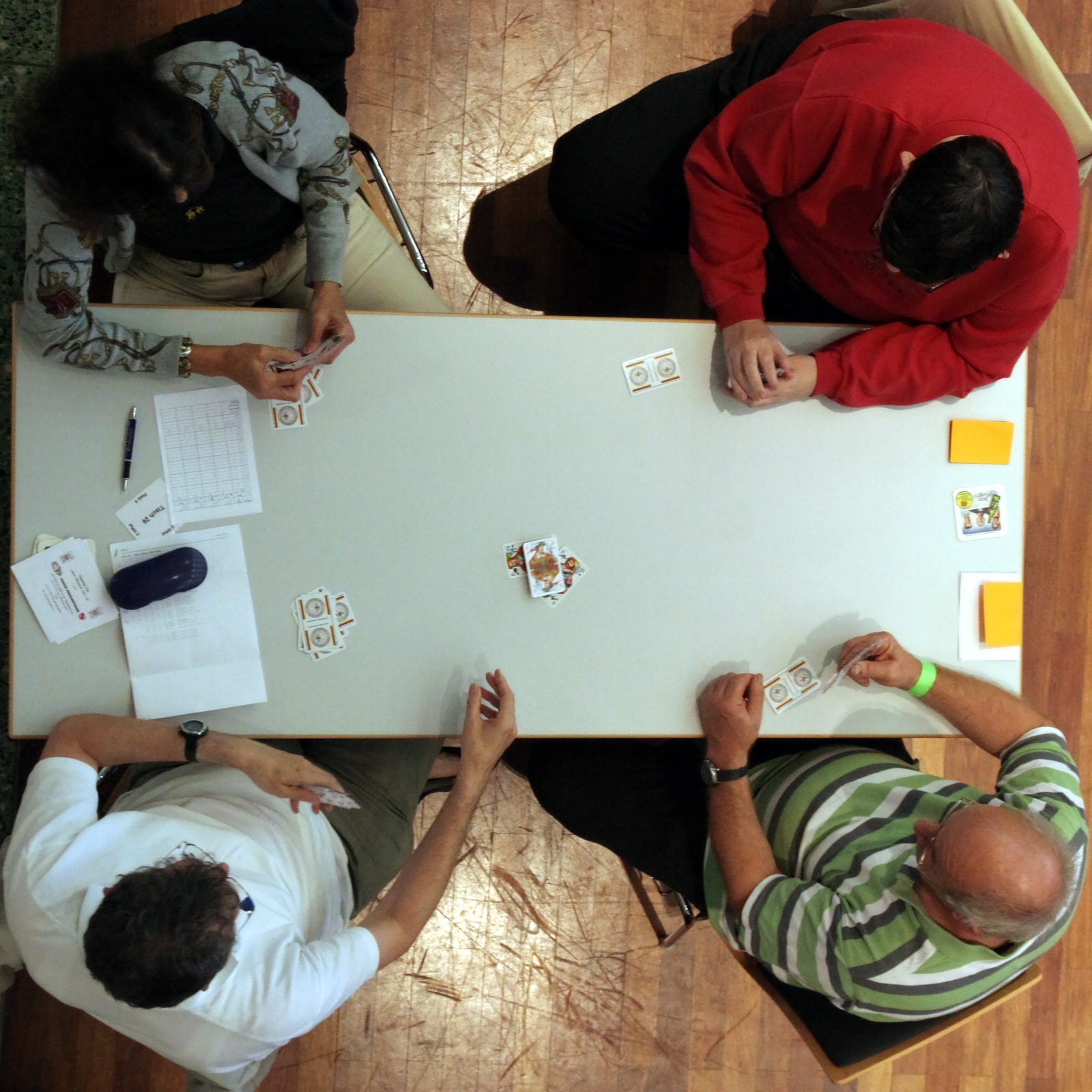
Eine Doppelkopfrunde während eines Turniers.

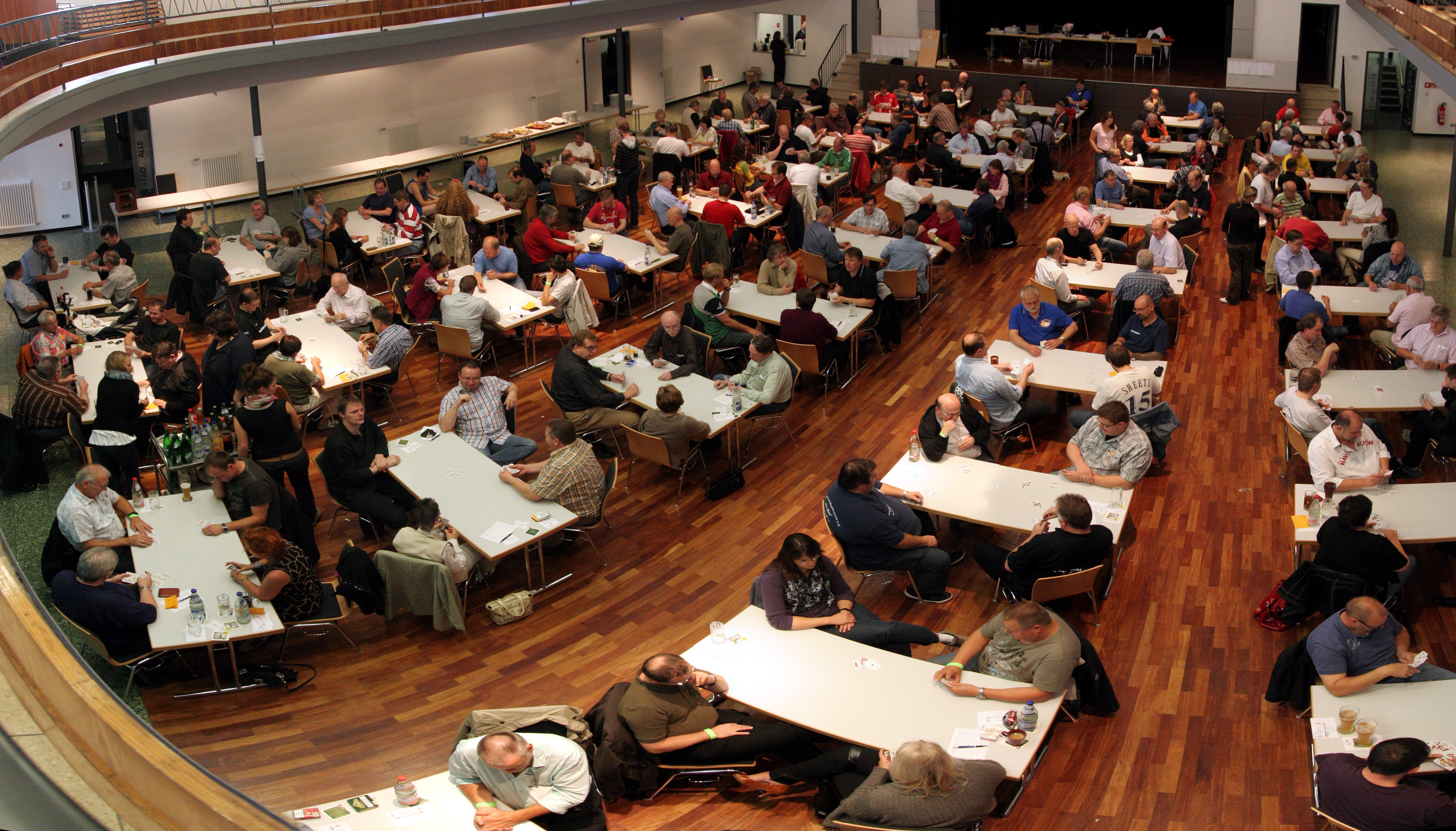
Die 30. Deutschen Einzelmeisterschaften im September 2011.

Doppelkopf ist ein Kartenspiel für vier Personen. Daneben gibt es Variationen für drei bis sieben Spieler. Über die Geschichte des Spiels ist nicht viel bekannt. Wahrscheinlich ist Doppelkopf aus dem Schafkopfspiel entstanden, das schon seit 1895 ein Regelwerk besitzt. Das Doppelkopfblatt besteht aus zwei kurzen Schafkopfblättern mit je 24 Blatt. Das Spiel besitzt einige Gemeinsamkeiten mit dem Skatspiel, das vermutlich ebenfalls aus dem Schafkopfspiel entstanden ist. Im Turnierdoppelkopf sind auch Aspekte aus Bridge eingeflossen.
Doppelkopf ist vor allem in vielen Regionen des nördlichen Deutschlands sehr populär, wobei die Spielregeln regional variieren. Es gibt viele Variationen und Sonderregeln, sodass schon die Einigung auf die verwendeten Regeln vor jedem Spiel schwierig werden kann, wenn sich die beteiligten Spieler noch nicht kennen. Der Deutsche Doppelkopf-Verband (DDV) bemüht sich daher seit seiner Gründung am 27. März 1982 im Rahmen der 1. Deutschen Meisterschaft in Braunschweig um eine Vereinheitlichung der Regeln. Sofern nicht anders dargestellt, orientieren sich die Notation und die in diesem Artikel dargestellten Regeln an den Turnierspielregeln des DDV. Im privaten Umfeld werden jedoch meist abweichende Regelsätze verwendet.

## Doppelkopfblatt
Das Doppelkopfblatt besteht aus 24 doppelt vorhandenen Spielkarten, insgesamt also 48 Karten. Diese teilen sich in vier Farben mit je sechs doppelt vorhandenen Karten auf, die unabhängig von der Farbe einen eigenen Zählwert (auch Augen genannt) besitzen.
| franz. Blatt | franz. Blatt | dt. Blatt | dt. Blatt |       |
| Karte        | Symbol       | Karte     | Symbol    | Augen |
| Ass          | A            | Daus      | A         | 11    |
| Zehn         | 10           | Zehn      | 10        | 10    |
| König        | K            | König     | K         | 4     |
| Dame         | D            | Ober      | O         | 3     |
| Bube         | B            | Unter     | U         | 2     |
| Neun         | 9            | Neun      | 9         | 0     |

Die Turnierspielregeln des DDV sprechen von den Farben Kreuz, Pik, Herz und Karo mit jeweils zweimal den Karten Ass (11 Augen), Zehn (10 Augen), König (4 Augen), Dame (3 Augen), Bube (2 Augen) und Neun (0 Augen) und orientieren sich damit an dem in Deutschland heutzutage stärker verbreiteten Französischen Blatt.
Viele Doppelkopfspieler bevorzugen jedoch das Deutsche Blatt, mit den Farben Eichel, Grün (oft auch Laub, Blatt, Gras oder Schippe genannt), Rot (oft auch Herz genannt) und Schellen (oft auch Bolle genannt) und den Karten Ass (oft auch Daus genannt), Zehn, König, Ober, Unter und Neun. Auf das Spiel hat die Wahl des Blattes keinen Einfluss, da die Farben und Karten in den genannten Reihenfolgen einander entsprechen.
Da alle Karten doppelt vorkommen, sind in jeder Farbe 60 Augen vorhanden 2×(11+10+4+3+2+0), insgesamt also 240 Augen (4×60) im gesamten Doppelkopfblatt.
Steht kein spezielles Doppelkopf-Blatt zur Verfügung, können zwei Skat-Blätter kombiniert werden, aus denen die Siebener und Achter aussortiert werden, gegebenenfalls auch Vierfarbenblätter.

## Grober Spielablauf
Eine Doppelkopfrunde besteht aus mehreren Spielen. Beim Doppelkopf nach den Turnierspielregeln ist die Zahl der Spiele auf 24 festgelegt. Beim Freizeitspiel richtet man sich meist nach den Vorlieben der einzelnen Spieler. Verlangt ist aber in der Regel eine durch vier teilbare Zahl an Spielen, damit jeder Spieler gleich oft Geber und Ausspieler ist. Eine alternative Festlegung einer Spielrunde besteht im Spiel aus dem Pott (Topf); dabei wird eine Gesamtpunktzahl, der Pott, festgeschrieben, die bei jeder Spielauswertung um den ermittelten Spielwert reduziert wird bis alle Punkte aus dem Pott verspielt sind. Mit dieser Regelung verbunden ist eine weitere Spielvariante, genannt Hammelrennen (siehe Hammelrennen).

### Spielvorbereitung
Ein Spiel beginnt mit dem Mischen der Karten durch den Geber. Anschließend lässt dieser vom Spieler rechts neben sich einmal abheben und legt den liegen gebliebenen Teil der Karten auf den abgehobenen Teil. Danach teilt der Geber im Uhrzeigersinn, beginnend beim Spieler links neben sich, jedem Spieler viermal jeweils drei Karten aus. Insgesamt erhält jeder der vier Spieler also zwölf Karten, d. h. alle 48 Karten werden ausgeteilt. Beim nächsten Spiel wechselt die Rolle des Gebers im Uhrzeigersinn (bei Turnieren nach den Turnierspielregeln gibt es Ausnahmen, zum Beispiel, wenn ein Spieler ein Pflichtsolo spielt, damit dem nächsten an sich vorne sitzenden Spieler nicht durch das Solo sein Ausspielrecht bzw. seine Ausspielpflicht genommen wird).
Wie das Mischen, Abheben und Geben der Karten zu erfolgen hat, ist in den Turnierspielregeln genau beschrieben und soll Schummeleien verhindern (siehe unten). So müssen beim Abheben mindestens drei Karten abgehoben werden und liegen bleiben. Insbesondere ist in den Turnierspielregeln auch geregelt, wie zu verfahren ist, wenn sich der Geber falsch gibt (vergibt) oder beim Geben unabsichtlich Karten aufgedeckt werden. Im Freizeitspiel werden diese Regeln häufig nicht so genau beachtet, da so eine entspanntere und unverkrampftere Spielatmosphäre herrscht und Fehler bei der Spielvorbereitung selten großen Einfluss auf das eigentliche Spiel haben.

### Spielfindung
Als Nächstes folgt der Prozess der Spielfindung. Beim Freizeitspiel wird meist von einem Normalspiel ausgegangen und ein Spieler, der eine andere Spielart spielen will oder auf Grund seiner Karten spielen muss, meldet diese an. Die Turnierspielregeln schreiben hier einen etwas komplizierteren Prozess vor, der weitgehend verhindern soll, dass auf die Karten der anderen Spieler geschlossen werden kann, und festlegt, welche Spielart Vorrang hat, wenn mehrere Spieler eine abweichende Spielart spielen möchten (siehe unten).

### Parteien
In jedem Spiel gibt es eine Re-Partei und eine Kontra-Partei. Jeder Spieler gehört einer der beiden Parteien an. Die Spieler einer Partei spielen zusammen und erhalten am Ende eines Spiels die gleiche Punktzahl gutgeschrieben oder abgezogen. Es kommt also nicht nur darauf an, selbst gut zu spielen, sondern auch gut mit seinem Spielpartner zusammenzuarbeiten.
Im Normalfall bilden die beiden Spieler, die die Kreuz-Damen (die sogenannten Alten, oftmals auch die Ollen oder Ricken) besitzen, die Re-Partei und die anderen beiden Spieler die Kontra-Partei. Beim Solospiel (siehe unten) ist der allein spielende Spieler die Re-Partei, während die anderen drei Spieler die Kontra-Partei bilden. Spätestens nach der Spielfindung weiß jeder Spieler, zu welcher Partei er gehört. Eine Ausnahme bildet hier lediglich die sogenannte Hochzeit, bei der ein Spieler die beiden Alten besitzt und einen Partner sucht.
Ein besonderer Reiz des Spieles besteht darin, dass im Normalspiel einem Spieler die Parteizugehörigkeit der anderen Spieler nicht von Anfang an bekannt ist und er infolgedessen eine Zeit lang auch nicht weiß, mit wem er zusammenspielt. Dies klärt sich erst im Verlauf des Spiels und erschwert die Zusammenarbeit mit dem Spieler der eigenen Partei vor allem in der Anfangsphase ungemein.

### Spiel
Das eigentliche Spiel teilt sich in zwölf Stiche. Der Spieler links vom Geber ist der Aufspieler und spielt den ersten Stich an, indem er eine ihm geeignet erscheinende Karte offen auf den Tisch legt. Im Uhrzeigersinn tun ihm die anderen Spieler dies gleich, bis von jedem Spieler eine Karte auf dem Tisch liegt. Dabei haben die Spieler bestimmte Regeln einzuhalten. Je nach Spielart und der als erstes im Stich ausgespielten Karte entscheidet sich, wer die höchste Karte gelegt hat und damit alle vier Karten des Stiches erhält. Diese zieht er ein und legt sie wieder verdeckt vor sich auf einen Stapel.
Im Normalfall darf nur der letzte gespielte Stich eingesehen werden. Die Turnierspielregeln regeln genau, wie die Stiche abgelegt werden müssen oder dürfen. Dies soll verhindern, dass durch geschicktes Ablegen der Karten doch nachträgliche Rückschlüsse auf schon gespielte Karten möglich sind. Besondere Stiche, die zu Sonderpunkten führen, dürfen speziell abgelegt werden, um sie bei der Spielauswertung nicht zu vergessen. Solange die Spieler noch Karten auf der Hand haben, spielt der Gewinner des vorangegangenen Stiches den nächsten Stich an.
Während der ersten Stiche ist es möglich, Ansagen zu machen, die den Spielwert des Spieles erhöhen und dem einzelnen Spieler ermöglichen, mehr Punkte für seine Partei zu sichern. Auch hier gibt es eine Regelung in den Turnierspielregeln (siehe unten).
Die prinzipiellen Regeln, nach denen Karten gelegt werden dürfen, unterscheiden sich nicht von den Regeln im Schafkopf oder Skat. Die Karten sind in jedem Spiel – abhängig von der Spielart – in Trumpfkarten und verschiedene Fehlfarbkarten mit bestimmter Rangfolge unterteilt. Der Spieler, der den Stich anspielen muss, kann frei entscheiden, welche Karte er anspielen möchte. Spielt er Trumpf, so müssen die anderen Spieler ebenfalls eine Trumpfkarte ausspielen, sofern sie noch eine auf der Hand haben (so genanntes Bedienen). Andernfalls können sie eine beliebige Fehlfarbkarte ausspielen (so genanntes Abwerfen). Spielt der Spieler, der den Stich anspielt, eine Fehlfarbkarte an, so müssen die anderen Spieler dieselbe Fehlfarbe bedienen, sofern sie eine Karte der entsprechenden Fehlfarbe besitzen. Andernfalls können sie entweder eine andere Fehlfarbkarte abwerfen oder mit einem Trumpf stechen. Den Stich erhält, wer die höchste Trumpfkarte gelegt hat. Falls niemand Trumpf gespielt hat, erhält derjenige den Stich, der die höchste Karte der angespielten Fehlfarbe gelegt hat. Da alle Karten doppelt vorhanden sind, kann es passieren, dass die höchste Karte im Stich zweimal gespielt wurde. In diesem Fall erhält der Spieler den Stich, der die Karte zuerst ausgespielt hat.

### Spielabkürzung
Im Normalfall wird ein Spiel zu Ende gespielt. Es kann jedoch vorkommen, dass ein Spieler weiß, dass er die restlichen Stiche bekommt. Dann kann er seine Karten offenlegen und die restlichen Karten der Mitspieler einziehen. Die Turnierspielregeln regeln diesen Vorgang genau (siehe unten), um zu verhindern, dass andere Spieler benachteiligt werden, wenn sie noch Sonderpunkte erhalten könnten. So ist dort zum Beispiel nur einem Solospieler die Abkürzung erlaubt.

### Spielauswertung
Bei der Spielauswertung zählt jede Partei die Augen ihrer Stiche. Die Partei, die mehr Augen in ihren Stichen enthält, hat das Spiel gewonnen. Durch Ansagen kann ein Sieg auch mehr oder weniger Augen verlangen. Je nach Anzahl der Augen erhält die Gewinnerpartei mehr oder weniger Punkte gutgeschrieben. Durch besondere Regeln können dann noch Zusatzpunkte dazukommen oder abgezogen werden. Es gibt viele verschiedene Varianten für die Bewertung eines Spiels. Die Berechnung der Punkte sowie die zum Gewinn des Spiels nötige Augenzahl (abhängig von den Ansagen) werden ebenfalls in den Turnierspielregeln festgelegt (siehe unten).

## Normalspiel
In der einfachsten Variante des Normalspieles bilden die Damen die höchsten Trümpfe, gefolgt von den Buben, jeweils mit den Rangfolgen Kreuz, Pik, Herz und Karo untereinander. Die restlichen Karten der Farbe Karo in der Rangfolge Ass, Zehn, König, Neun bilden die niedrigsten Trümpfe. Alle restlichen Karten bilden je nach Farbe die Fehlfarben Kreuz, Pik und Herz, jeweils mit der gleichen Rangfolge Ass, Zehn, König und Neun.
Im Normalspiel spielen die beiden Personen zusammen, die die Kreuz-Damen, also die höchsten Trümpfe besitzen.
Das Normalspiel wird meist noch um Sonderregeln ergänzt, die die Trümpfe und Fehlfarben modifizieren oder Sonderpunkte ermöglichen. Insbesondere das Spiel mit Dullen (Herz 10 als höchster Trumpf) ist so verbreitet, dass es vielen Spielern als Normalvariante gilt.

## Hochzeit
Es kann vorkommen, dass ein Spieler nach dem Geben die beiden Alten (d. h. die Kreuz-Damen) besitzt. In diesem Fall kann er während der Spielfindung entweder eine sogenannte Hochzeit ansagen oder heimlich allein spielen (Stilles Solo bzw. Stille Hochzeit).
Es gibt drei verschiedene Varianten, nach denen sich bei der Ansage einer Hochzeit entscheidet, wer mit dem Spieler zusammenspielt, der beide Alte besitzt. Diese Varianten erlauben es dem Spieler, sich bestimmte Karten oder Stiche zu wünschen. Derjenige, der die genannte Karte zuerst ausspielt oder der den Stich der genannten Art zuerst bekommt, spielt dann mit dem Spieler zusammen, der die Hochzeit angesagt hat. Manchmal kann es vorkommen, dass niemand einen Stich der genannten Art bekommt, sodass der Spieler mit den beiden Alten dann (meist ungewollt) doch allein spielen muss. Die Turnierspielregeln verwenden hier eine wesentlich einfachere Form, die Konformität zu den möglichen Ansagen während der ersten Stiche ermöglicht (siehe unten).

## Solo
Neben dem Normalspiel gibt es Solospiele, bei denen ein Spieler alleine gegen die anderen drei spielt. Der allein Spielende ist dabei die Re-Partei und die anderen drei Spieler bilden die Kontra-Partei.
In der Regel verändern sich bei einem Solo die Trümpfe und Fehlfarben sowie ihre Reihenfolge. Es gibt verschiedene Arten von Soli. Die gleichen Arten von Soli werden regional unterschiedlich bezeichnet. Umgekehrt meinen gleiche Namen für Soli regional unterschiedliche Varianten. Die Turnierspielregeln legen Bezeichnung und mögliche Varianten eindeutig fest (siehe unten).
Es werden in der Regel wenigstens acht Stiche benötigt, mit neun Stichen wird ein Solo mit relativ hoher Wahrscheinlichkeit gewonnen. Beim Spiel ohne Neunen (siehe unten) sind in der Regel mindestens sechs Stiche nötig. Mit hoher Wahrscheinlichkeit wird ein Solo mit sieben Stichen gewonnen.
Manchmal kommt es vor, dass mehrere Spieler ein Solospiel bestreiten wollen. Welches Solospiel dann gespielt wird, hängt von der festgelegten Rangfolge für Solospiele oder der Sitzposition der Spieler ab.
Es kann vereinbart werden, dass der Solospieler immer die erste Karte legen darf, das heißt, dass er das Aufspielrecht erhält. In diesen Fällen wird dann oft auch vereinbart, dass der Geber das nächste Spiel erneut gibt.

### Hammelrennen
Das Hammelrennen ist eine Sonderform des Doppelkopfspiels: es wird nicht in zwei Parteien gespielt, sondern jeder Spieler spielt für sich; es könnte also als Sonderform des Solospiels eingeordnet werden.
Bei dieser Variante versucht jeder Spieler genau 60 Kartenpunkte zu erreichen. Dabei werden alle Zehnen, auch die Herzzehnen, in allen Farben unter den Buben einsortiert.
Gewertet wird bei jedem Spieler einzeln die von 60 abweichenden Kartenpunkte als Minuspunkte. Diese Spielvariante kann als Abschluss einer Spielrunde aus dem Pott vereinbart werden, wenn der Pott zufällig genau mit null Punkten endet.

## Regelcharakteristika
Zwei Aspekte machen das Doppelkopfspiel besonders herausfordernd. Zum einen ist es ein Partnerspiel, und die gute Kooperation der Partner ist wesentlich für den Erfolg. Zum anderen müssen die Mitspieler die Unsicherheit bewältigen, wer der Partner ist und wie die Karten verteilt sind. Das Regelwerk des DDV betont die Eigenschaft des Partnerspiels. Sie erleichtern Spielstrategien, die die Kooperation herausfordert.
Regeln, die die Unsicherheit verstärken, sind zum Beispiel: Zweite Dulle sticht Erste, Klopfen statt Ansagen, Spiel ohne Neunen und Genschern. Ferner gibt es Regeln, die besondere Härten der Kartenverteilung abmildern sollen, zum Beispiel Armut, Einmischen und Schweinchen.

## Spielregeln nach den Turnierspielregeln des DDV

### Sonderregeln für das Normalspiel nach den Turnierspielregeln
Für das Normalspiel kennen die Turnierspielregeln im Wesentlichen vier Sonderregeln, die das oben erläuterte Normalspiel verändern. Davon variiert eine Regel die Trümpfe und Fehlfarben. Die anderen drei Regeln beziehen sich auf mögliche Sonderpunkte.

#### Spiel mit Dullen
Bei dieser Variante werden die Herz-Zehnen zum höchsten Trumpf im Spiel. Häufig werden diese Karten dann Dullen (örtlich auch Tollen, Tullen, Pinnen, Messer, Spitzen oder Totschläger) genannt. Die Turnierspielregeln sprechen aber immer nur von den Herz-Zehnen. Diese Variante ist so verbreitet, dass sie meist nicht als Sonderregel aufgefasst wird.
Durch die Verwendung der Herz-Zehnen als Dullen besteht die Fehlfarbe Herz im Normalspiel nur noch aus 6 statt aus 8 Karten. Daher ist hier die Wahrscheinlichkeit größer, dass diese Fehlfarbe gestochen wird.
Die Turnierspielregeln besagen explizit, dass – wie bei allen anderen Karten auch – die erste Dulle Vorrang vor der zweiten Dulle besitzt. Die umgekehrte Regel, bei der die zweite Dulle die erste Dulle sticht, ist eine häufige Variation, die aber von den Turnierspielregeln ausgeschlossen wird.

#### Doppelkopf
Eine genauso weit verbreitete Variante ist die Möglichkeit, Sonderpunkte zu sammeln, indem Stiche gemacht werden, die mindestens 40 Augen enthalten, sogenannte Doppelköpfe (örtlich auch Fette). Ein solcher Stich enthält nur Volle, d. h. Asse oder Zehnen, egal welcher Farbe. Nach den Turnierspielregeln gibt es dafür einen Sonderpunkt für die Partei, die den Stich bekommen hat.

#### Karlchen
Ebenfalls weit verbreitet ist die Möglichkeit, einen Sonderpunkt zu erhalten, wenn der letzte Stich mit dem Kreuz-Buben gemacht wird, der häufig auch Karlchen (auch Karlchen Müller oder Charlie, regional auch Mäxchen) genannt wird. Dies führt zu der Situation, dass sich viele Spieler genau diese Karte möglichst lange aufheben und bemüht sind, höhere Karten vorher loszuwerden. Oft wird dann auch die Karo-Dame möglichst lange auf der Hand behalten, um einen solchen Stich noch abzufangen.

#### Fuchs
Als Fuchs wird das Karo-Ass bezeichnet, also der Trumpf mit der höchsten Augenzahl. Gelingt es einer Partei, der gegnerischen Partei diese Karte in einem Stich abzujagen (sogenanntes Fuchs fangen), erhält sie dafür einen Sonderpunkt. Da alle Karten doppelt im Spiel sind, ist es natürlich auch möglich, zwei Füchse zu fangen und damit zwei Sonderpunkte zu bekommen. Es kann auch vorkommen, dass die Parteien gegenseitig ihre Füchse fangen und sich die Sonderpunkte so wieder aufheben.

### Hochzeit nach den Turnierspielregeln
Bei der Hochzeit nach den Turnierspielregeln spielt der Besitzer der beiden Alten immer mit demjenigen der verbleibenden Spieler zusammen, der von diesen den ersten Stich macht (der erste Fremde). Macht der Spieler, der die beiden Alten hält, die ersten drei Stiche, so spielt er automatisch ein Trumpfsolo (Farbsolo in Karo). In der Regel hat er in diesem Fall aber relativ gute Gewinnchancen, da er mindestens drei Stiche hat, die zumeist viele Augen bringen. Da er beim dritten Stich im Anspiel ist, sollte es ihm andernfalls relativ leicht möglich sein, eine Karte auszuspielen, die dafür sorgt, dass er den dritten Stich nicht bekommt.
Bei einer Hochzeit wird der Stich, der klärt, wer mit wem zusammenspielt, auch Klärungsstich genannt. Dies ist spätestens der dritte Stich. Bei Hochzeiten dürfen Ansagen erst nach dem Klärungsstich gemacht werden, weshalb sich die An- und Absagezeitpunkte nach den Turnierspielregeln entsprechend nach hinten verschieben.
Diese Regel ist allerdings umstritten, da sie einen überdeutlichen Vorteil für das Hochzeitspaar bedeutet. Kommt es erst im dritten Stich zu einer Klärung, können beide schon 60 bis 90 Punkte gewonnen haben, ein Re zu diesem späten Zeitpunkt wäre ohne Risiko. Deshalb wird heutzutage meistens eine andere Regel befolgt: Re oder Kontra müssen zum gleichen Zeitpunkt wie in einem gewöhnlichen Spiel angesagt werden. Kommt es im weiteren Spielverlauf dazu, dass Kontra mit dem Re-Spieler ein Team bildet, so wird sein Kontra in ein Re umgewandelt.
Das Hochzeitspaar hat wie in einer normalen Runde erst gewonnen, wenn 121 Punkte erreicht wurden.

### Soli nach den Turnierspielregeln
Die Turnierspielregeln unterscheiden einerseits in Pflicht- und Lustsolo, andererseits in die fünf Soloarten Farbsolo, Damensolo, Bubensolo, Fleischloser und „normales“ Solo.

#### Pflichtsolo
Nach den Turnierspielregeln besteht eine Doppelkopfrunde aus 24 Spielen. Jeder Spieler ist verpflichtet, innerhalb einer Runde ein Pflichtsolo zu spielen. Der Solospieler muss in diesem Fall zum ersten Stich aufspielen. Wenn die Anzahl der ausstehenden Spiele gleich der Anzahl der noch ausstehenden Pflichtsoli ist, so muss derjenige, der noch ein Pflichtsolo spielen muss und als Nächster links vom Geber sitzt, sein Pflichtsolo spielen. In diesem Fall wird auch von einer Vorführung gesprochen.
Das Pflichtsolo darf einem Spieler, der vorgeführt wird, nicht abgenommen werden. Dieser muss gegebenenfalls auch seine eigene Vorführung geben, sofern er als Geber an der Reihe ist. Wird ein Pflichtsolo gespielt, gibt der Geber das nächste Spiel erneut, es sei denn, es handelt sich um eine Vorführung. Als Pflichtsolo kann jede nach den Turnierspielregeln gestattete Soloart gespielt werden.

#### Lustsolo
Hat ein Spieler sein Pflichtsolo bereits gespielt, darf er ein Lustsolo spielen. Auch hier sind alle nach den Turnierspielregeln gestatteten Soloarten erlaubt. Allerdings bleibt das Recht und die Pflicht, den ersten Stich aufzuspielen, beim Spieler links vom Geber. Nur Pflichtsoli haben Vorrang vor Lustsoli.

#### Farbsolo
Das Farbsolo wird in vier Varianten unterschieden. Jede der vier Farben Kreuz, Pik, Herz, Karo kann als Trumpffarbe gewählt werden. Entsprechend werden die Soli dann als Kreuz-, Pik-, Herz- oder Karosolo bezeichnet. Wird mit deutschem Blatt gespielt, so werden die Soli natürlich nach den Farben des deutschen Blattes (Eichel, Blatt/Grün, Herz/Rot, Schelle) benannt.
Im Vergleich zum Normalspiel ersetzen die Karten Ass, Zehn (außer beim Herzsolo), König und Neun in der gewählten Farbe das Ass, die Zehn, den König und die Neun in der Farbe Karo.
Beim Karosolo ist die Rangfolge der Karten also dieselbe wie im Normalspiel. Diese Konstellation wird von einigen Spielern auch als Trumpfsolo bezeichnet. Beim Herzsolo existieren weniger Trümpfe als in den anderen Varianten, da die Dullen weiterhin die höchsten Trümpfe bleiben.
In manchen Regionen werden die Dullen entsprechend dem Farbsolo mitverschoben, so dass immer die Farbe der Dullen die kurze Farbe ist. Z. B. beim Herzsolo sind die Dullen dann die beiden Pik-Zehnen und beim Kreuzsolo die beiden Karo-Zehnen.

#### Damensolo und Bubensolo
Beim Damensolo sind nur die Damen Trumpf, wobei ihr Rang beibehalten wird. Die anderen Karten bilden dann entsprechend ihrer Farbe die vier Farbkategorien Karo, Herz, Pik und Kreuz, mit der Rangfolge Ass, Zehn, König, Bube und ggf. Neun.
Beim Damensolo gibt es also 8 Trumpfkarten und 40 Fehlfarbenkarten. Wird mit deutschem Blatt gespielt, so wird das Solo als Obersolo bezeichnet. Da die Turnierspielregeln nur vom französischen Blatt ausgehen, kommt diese Bezeichnung dort natürlich nicht vor.
Das Bubensolo funktioniert wie das Damensolo, mit dem Unterschied, dass hier nur die Buben Trumpf sind. Der Bube in der Fehlfarbenrangfolge wird durch die Dame ersetzt.
Wie beim Damensolo gibt es beim Bubensolo also 8 Trumpfkarten und 40 Fehlfarbenkarten. Wird mit deutschem Blatt gespielt, so wird das Solo als Untersolo bezeichnet.

#### Fleischloser (Assesolo)
Beim so genannten fleischlosen Solo (kurz Fleischloser, auch Nackter, Kopfloser, Knochenloser oder Gehirnloser) gibt es keine Trümpfe. In den vier Fehlfarben Kreuz, Pik, Herz, Karo ist die Rangfolge der Karten Ass, Zehn, König, Dame, Bube, Neun. Da es hier keine Trümpfe gibt, ist jeder Stich ein Fehlfarbenstich und kann nicht gestochen werden. Wer ein fleischloses Solo spielt, sollte daher möglichst in der Vorderhand sein, das heißt, als Erster ausspielen dürfen, falls er von einer Farbe nur wenige oder nicht die höchsten Karten besitzt.
Dieses Solo wird vielfach auch als Assesolo oder Knochensolo bezeichnet. Die Turnierspielregeln verwenden den Begriff Fleischloser und geben Assesolo als Alternativbezeichnung an. Die Bezeichnung Assesolo ist insofern irreführend, als die Asse keine Trümpfe sind.
Manchmal wird dieses Solo auch als reines Farbsolo oder Fehlsolo bezeichnet, da es nur Fehlfarben gibt. Die Bezeichnung reines Farbsolo ist jedoch irreführend, da im privaten Bereich darunter ein Solo verstanden wird, bei dem nur die 12 Karten einer Farbe Trumpf sind (ohne Dullen, Damen und Buben der anderen Farben). Diese reinen Farbsoli sind nicht Bestandteil der Turnierspielregel.

### Spielvorbereitung nach den Turnierspielregeln
Ein einzelnes Spiel beginnt mit dem Geben der Karten durch den Geber. Die Aufgabe des Gebens wechselt im Uhrzeigersinn nach jedem Spiel. Eine Ausnahme tritt dann ein, wenn ein Spieler ein Pflichtsolo spielt. In diesem Fall gibt der Geber das nächste Spiel erneut. Der Grund hierfür ist, dass beim Pflichtsolo der Solospieler das Recht und die Pflicht zum Aufspiel besitzt, welches normalerweise beim Spieler links vom Geber liegt. Dieser könnte andernfalls benachteiligt werden.
Der Geber muss die Karten gründlich mischen. Werden die Karten dabei gestochen oder geblättert, so muss anschließend noch einmal durchgemischt werden. Die Turnierspielregeln führen nicht genau aus, was mit gestochen, geblättert oder durchmischen gemeint ist.
Nach dem Mischen lässt der Geber die Karten vom Spieler rechts neben ihm genau einmal abheben. Dies ist Pflicht und der Vorgang muss so erfolgen, dass mindestens drei Karten liegenbleiben und mindestens drei Karten abgehoben werden. Der Geber legt danach den Stapel der liegengebliebenen Karten auf den Stapel der abgehobenen Karten.
Anschließend teilt der Geber beginnend beim linken Nachbarn im Uhrzeigersinn jedem Spieler viermal jeweils drei Karten aus. Die Vorderseite der Karten darf dabei für keinen Spieler sichtbar werden. Wird eine Karte beim Geben aufgedeckt, so muss neu gemischt, abgehoben und gegeben werden, unabhängig davon, ob das Aufdecken der Karte vom Geber allein oder mitverschuldet ist.
Jeder Spieler muss selbst darauf achten, dass ihm vom Geber die richtige Anzahl Karten (also 12) gegeben wird.
Ist der Geber kurzzeitig nicht anwesend, so kann der Spieler links neben ihm diese Aufgabe übernehmen, sofern sich der Geber das Recht zu geben nicht ausdrücklich vorbehalten hat. Er muss die Karten dabei so austeilen wie der eigentliche Geber, das heißt, er gibt sich selbst zuerst drei Karten.
Ebenso kann der Spieler rechts vom Abheber die Aufgabe des Abhebens übernehmen, wenn der Abheber kurzzeitig nicht anwesend ist, sofern der Abheber sich dieses Recht nicht ausdrücklich vorbehalten hat.
Einsprüche gegen sofort offensichtliche Inkorrektheiten beim Mischen, Abheben und Geben können von einem Spieler nur geltend gemacht werden, solange er noch keine seiner Karten aufgenommen hat. Können Regelverstöße erst während der Kartenaufnahme erkannt werden, so können diese auch noch bei ihrer Erkennung reklamiert werden. Insofern ist also niemand indirekt verpflichtet zu warten, bis er vom Geber alle Karten bekommen hat (zum Beispiel um abzuwarten, ob der Geber auch jeweils viermal genau drei Karten austeilt).

### Spielfindung nach den Turnierspielregeln
Um die Art des Spiels zu ermitteln, wird nach dem Geben jeder Spieler im Uhrzeigersinn, beginnend beim Spieler links vom Geber, nach Vorbehalten abgefragt. Möchte ein Spieler ein Solo oder eine Hochzeit anmelden, so muss er laut und deutlich „Vorbehalt“ sagen. Andernfalls sagt er „gesund“. Die Anmeldung eines Vorbehaltes kann dann nur zurückgenommen werden, wenn sich der nächste Spieler noch nicht zum Vorbehalt geäußert hat beziehungsweise eine Karte gespielt oder eine Ansage (siehe unten) getätigt wurde. Andernfalls muss der betreffende Spieler eventuell ungewollt ein Solo spielen.
Ein Normalspiel wird durchgeführt, wenn alle Spieler „gesund“ melden. Andernfalls erfolgt, wieder reihum, die Abfrage nach einem Pflichtsolo bei allen Spielern, die einen Vorbehalt angemeldet haben. Die Abfrage endet, wenn ein Spieler ein Pflichtsolo meldet. In diesem Fall muss dieser Spieler sein Pflichtsolo taufen (benennen), welches dann gespielt wird. Meldet kein Spieler ein Pflichtsolo, so erfolgt nach demselben Prinzip die Abfrage nach einem Lustsolo. Der Spieler, der am weitesten vorn sitzt, muss dieses dann taufen und spielen. Meldet kein Spieler ein Lustsolo, so kann nur ein Spieler einen Vorbehalt genannt haben mit dem Ziel, eine Hochzeit anzusagen. Dennoch muss er seinen Vorbehalt dann noch durch lautes und deutliches Ansagen von „Hochzeit“ taufen.
Ein Spieler kann seinen Vorbehalt sofort taufen, wenn er sicher ist, dass sein Vorbehalt der höchstrangige ist. Er muss in diesem Fall auch nicht an der Reihe sein. Danach darf sofort der erste Stich aufgespielt werden, ohne die Vorbehaltsfrage zu Ende zu führen. Andere Spieler dürfen dann weder einen Vorbehalt anmelden noch diesen taufen.
Bei einer Vorführung steht fest, welcher Spieler ein Pflichtsolo spielen muss. Daher wird in einem solchen Fall keine Vorbehaltsfrage durchgeführt. Der betroffene Spieler muss lediglich sein Solo taufen.

### Ansagen nach den Turnierspielregeln
Während der ersten Stiche haben die Spieler die Möglichkeit durch An- und Absagen den Wert eines Spieles und die damit erreichbare Punktzahl zu erhöhen (siehe unten) sowie die Parteienfindung und das Spiel zu beeinflussen.

#### An- und Absagen
Wird keine Hochzeit gespielt, so wissen alle Spieler, zu welcher Partei sie gehören. Jeder Spieler kann dann durch Ansagen von „Re“ (falls er zur Re-Partei, mit Kreuz-Dame, gehört) oder „Kontra“ (falls er zur Kontra-Partei gehört) einerseits seine Zugehörigkeit zu einer Partei bekanntgeben, andererseits den Spielwert erhöhen, solange er noch 11 Karten auf der Hand hat. Mit der Ansage von Re oder Kontra wird behauptet, dass die eigene Partei das Spiel gewinnen wird.
Zusätzlich ist es den Spielern möglich, der Gegenpartei abzusagen, dass sie eine bestimmte Augenzahl erreichen wird. Die 240 Augen im Spiel sind dazu in verschiedene Stufen eingeteilt, die jeweils 30 Augen umfassen. Durch Absagen von keine 90, keine 60 und keine 30 kann behauptet werden, dass die Gegenpartei diese Augenzahl nicht erreicht. Die Absage „schwarz“ behauptet, dass die Gegenpartei keinen einzigen Stich machen wird. Für die Absagen keine 90, keine 60, keine 30 bzw. schwarz muss der absagende Spieler mindestens 10, 9, 8, bzw. 7 Karten auf seiner Hand besitzen.
Jede der An- und Absagen kann auch früher getätigt werden, jedoch nicht bevor der Spieltyp geklärt ist.
Eine Absage ist nur nach einer Ansage gestattet. Dabei genügt es, wenn die eigene Partei die Ansage vorgenommen hat. Es muss also nicht der gleiche Spieler eine Absage machen, der die Ansage gemacht hat. Allerdings muss der absagende Spieler im Zweifelsfall (also wenn beide Parteien eine Ansage gemacht haben) zu erkennen geben, welcher Partei er angehört.
Das Überspringen von Absagen ist nur gestattet, so lange die übersprungenen Absagen noch möglich sind. In diesem Sinne ist es nicht möglich indirekt eine Absage zu einem späteren Zeitpunkt als erlaubt nachzuholen. Beide Parteien haben das Recht Absagen zu machen. Dies kann dazu führen, dass am Ende keine Partei ihr Absageziel erreicht und damit keine Partei das Spiel gewinnt.
Alle An- oder Absagen sind gültig, wenn mehrere Spieler diese gleichzeitig oder nacheinander tätigen. Aus diesem Passus der Turnierspielregeln kann abgeleitet werden, dass sich ein Spieler durch eine Ansage auch zu erkennen geben kann, wenn der andere Spieler der eigenen Partei bereits eine Ansage getätigt hat ohne dadurch den Spielwert zu erhöhen. Allerdings besagt kein Passus der Turnierspielregeln explizit, dass dies erlaubt oder verboten ist.

#### Erwiderung
Auf eine An- beziehungsweise Absage der Gegenpartei kann stets noch mit einer Karte weniger als für die entsprechende An- beziehungsweise Absage nötig erwidert werden. Mit Kontra erfolgt die Erwiderung gegen die Re-Partei und mit Re die Erwiderung gegen die Kontra-Partei. Absagen einer erwidernden Partei sind nur dann noch zulässig, wenn die Erwiderung auch als Ansage rechtzeitig erfolgt wäre. Das Überspringen von Absagen ist auch hier nur gestattet, so lange die übersprungenen Absagen noch möglich sind.

#### An- und Absagezeitpunkte bei einer Hochzeit
Bei einer Hochzeit ist die Parteien-Zugehörigkeit erst nach dem Klärungsstich klar. Eine Ansage ist hier immer erst nach dem Klärungsstich erlaubt. Die An- und Absagezeitpunkte verschieben sich hier um eine Karte nach hinten, wenn der Klärungsstich der zweite Stich ist und um zwei Karten nach hinten, wenn der Klärungsstich der dritte Stich ist. Ist der erste Stich der Klärungsstich, so verschieben sich die An- und Absagezeitpunkte nicht.
Diese Regelung ist aber umstritten, da es theoretisch möglich ist – insbesondere wenn ohne Neunen (siehe unten) gespielt wird – mit 3 Stichen mehr als 120 Augen zu bekommen, so dass das Spiel nicht mehr verloren und damit ohne Risiko Re angesagt werden kann.
Korrekter ist es deshalb, den Zeitpunkt, zu dem Re oder Kontra gesagt werden muss beizubehalten. Im Falle, dass ein Kontra-Spieler im weiteren Verlauf des Spieles mit dem Hochzeit-Spieler zusammengeht, wird sein Kontra dann als ein Re betrachtet.

### Spielabkürzung nach den Turnierspielregeln
Die Turnierspielregeln erlauben eine Spielabkürzung grundsätzlich nur einem Solospieler. Dieser kann durch Offenlegen seiner Karten anzeigen, dass er alle Stiche machen wird. Gibt er keine Reihenfolge an, mit der er die Karten spielt und besitzt nicht das Aufspiel, so ist davon auszugehen, dass er mit beliebiger Karte übernimmt oder jede Fehlfarbe, die er nicht besitzt, mit Trumpf sticht.
Der Solospieler muss bei einer Abkürzung die Reihenfolge, mit der er die Karten spielt, unaufgefordert angeben, wenn er nur mit einer bestimmten Reihenfolge das Spiel gewinnt. Dabei wird davon ausgegangen, dass er sowohl in den Trumpfkarten, als auch in den Fehlfarbenkarten immer von oben spielt, also die ranghöchste Karte legt. Es muss nicht davon ausgegangen werden, dass er zuerst Trumpf spielt, außer er gibt dies bei der Abkürzung an.
Der Solospieler darf umgekehrt auch abkürzen, indem er der Gegenpartei seine restlichen Karten übergibt, die Gegenpartei also die restlichen Stiche bekommt. Regelverstöße, die zuvor erfolgt sind, können vom Solospieler dann aber nicht mehr reklamiert werden. Sind die An- und Absagezeitpunkte noch nicht vorbei, so kann die Gegenpartei mögliche An- und Absagen noch nachholen.

### Spielauswertung nach den Turnierspielregeln

#### Gewinnkriterien
Die Re-Partei gewinnt das Spiel, wenn sie in ihren Stichen wenigstens 121 Augen findet und selbst keine Absagen getätigt hat. Sie gewinnt das Spiel auch mit 120 Augen, wenn sie selbst keine Ansage gemacht hat und die Kontra-Partei Kontra angesagt hat.
Die Kontra-Partei gewinnt das Spiel bereits mit 120 Augen, wenn keine An- oder Absagen getätigt wurden. Tätigt nur die Kontra-Partei eine Ansage ohne eine Absage zu machen, so benötigt sie zum Gewinn 121 Augen.
Für beide Parteien gilt, dass sie wenigstens 151, 181 beziehungsweise 211 Augen erreichen müssen, um zu gewinnen, wenn sie der Gegenpartei keine 90, keine 60 beziehungsweise keine 30 abgesagt haben. Wurde der Gegenpartei schwarz abgesagt, darf diese keine Stiche bekommen. Hat sich eine Partei nicht durch Absage an die andere Partei zu einer höheren Augenzahl verpflichtet, so genügen ihr 90, 60 beziehungsweise 30 Augen, wenn die Gegenpartei ihr keine 90, keine 60 beziehungsweise keine 30 abgesagt hat. Eine Partei gewinnt mit dem ersten Stich, wenn sie selbst keine Absage getätigt hat und die Gegenpartei ihr schwarz abgesagt hat.
Erreichen beide Parteien ihr abgesagtes Ziel nicht, so hat keine Partei gewonnen. In diesem Fall werden bestimmte Zusatzpunkte (siehe unten) nicht verteilt.

#### Spielwerte
Die Spielwerte der einzelnen Spiele werden in Punkten ausgedrückt, die nach der Plus-Minus-Wertung vergeben werden. Das bedeutet, dass die Spieler der Siegerpartei die Punkte mit positivem Vorzeichen aufgeschrieben bekommen, während die Spieler der Verliererpartei die Punkte mit negativem Vorzeichen aufgeschrieben bekommen. Es ist zu beachten, dass durch Sonderpunkte die Gewinnerpartei dadurch dennoch Punkte abgezogen bekommen kann, während die Verliererpartei Punkte gutgeschrieben bekommt (der Spielwert ist dann selbst negativ). Bei einem Solospiel wird die Punktzahl für den Solospieler verdreifacht.
Durch die Plus-Minus-Wertung ist eine einfache Überprüfung möglich. Zum einen muss die Summe der Punktzahlen über alle Spieler nach jedem Spiel Null ergeben. Zum anderen müssen alle Spieler eine gerade oder alle Spieler eine ungerade Punktzahl besitzen, sofern keine Strafpunkte zugunsten eines Solospielers verteilt wurden.
Für ein gewonnenes Spiel ist der Grundwert ein Punkt. Wird die Verliererpartei zusätzlich unter 90, 60, 30 beziehungsweise schwarz gespielt, so erhält die Gewinnerpartei jeweils einen Punkt zusätzlich. Gibt es keinen Gewinner, so werden nur die zusätzlichen Punkte an die Partei verteilt, die die Gegenpartei unter 90, 60 beziehungsweise 30 gespielt hat.
Bei angesagtem Re oder Kontra werden je zwei Punkte zusätzlich an die Gewinnerpartei vergeben. Gibt es keinen Gewinner, so verfallen diese Punkte. Hat die Gewinnerpartei der Verliererpartei keine 90, keine 60, keine 30 beziehungsweise schwarz abgesagt, so erhält sie jeweils einen Punkt zusätzlich.
Erreicht die Gewinnerpartei 120, 90, 60, beziehungsweise 30 Augen gegen eine Absage keine 90, keine 60, keine 30 beziehungsweise schwarz, so erhält sie jeweils einen Punkt zusätzlich. Diese Punkte erhält eine Partei auch dann, wenn es keinen Gewinner gibt, sie aber die entsprechenden Augenzahlen gegen die entsprechenden Ansagen gewonnen hat.
Sonderpunkte können von beiden Parteien nur beim Normalspiel (inkl. Hochzeit), nicht aber bei einem Solo (inkl. stille Hochzeit) gewonnen werden. Die Sonderpunkte werden ggf. zuerst untereinander und dann mit den restlichen Punkten verrechnet.
Die Kontra-Partei erhält einen Zusatzpunkt, wenn sie gegen die Alten (Kreuz-Damen) gewinnt. Für jeden gewonnenen Doppelkopf, also einen Stich mit 40 oder mehr Augen, erhält die entsprechende Partei einen Sonderpunkt. Gleiches gilt, wenn ein Fuchs (Karo Ass) der Gegenpartei gefangen wird oder Karlchen (Kreuz Bube) den letzten Stich macht.

### Weiterer Inhalt der Turnierspielregeln
Neben dem eigentlichen Spiel regeln die Turnierspielregeln auch eher nebensächliche Dinge. Dazu gehört die Festlegung, wie die Sitzposition der einzelnen Spieler bestimmt wird, wer die Spielliste zu führen hat und wie diese überprüft werden sollte. Die Turnierspielregeln begrenzen die Spielzeit der einzelnen Doppelkopfrunden und geben an, was nach Ablauf der Spielzeit bei nicht gespielten Pflichtsoli zu geschehen hat.
Ferner wird geregelt, wie Regelverstöße durch Strafpunkte zu ahnden sind. Dabei wird grob in unerhebliche, geringfügige und schwerwiegende Regelverstöße unterschieden, die unterschiedliche Konsequenzen nach sich ziehen. Ferner kennt das Regelwerk unsportliches Verhalten, welches zur Verwarnung, zu Punktabzug oder zur Disqualifikation führen kann. Es regelt auch, wann und in welchen Situationen Spieler zur Reklamation berechtigt sind.
Die Turnierspielregeln erklären auch Abweichungen und Empfehlungen für das Spiel mit fünf Personen. So wird die Spielzeit einer Spielrunde hier von 24 auf 30 Spiele und von 100 auf 125 Minuten erhöht. Der Kartengeber spielt in diesem Fall nicht mit. Es wird darauf hingewiesen, dass bei 5 Spielern die Möglichkeit besteht, dass ein Spieler im Extremfall nur 21 Spiele spielt, während die anderen 24 beziehungsweise 25 Spiele haben, da der Geber beim Pflichtsolo erneut geben muss.
Die Turnierspielregeln sprechen auch von der Möglichkeit mit 6 oder 7 Personen zu spielen, gehen aber nicht darauf ein, wie derartige Spiele zu erfolgen haben.

## Häufige Spielvarianten
Die hier genannten Varianten des Doppelkopfspiels entsprechen nicht den Turnierspielregeln. Sie finden dennoch häufig in privaten Spielrunden Anwendung und können größtenteils beliebig kombiniert werden. Weitere Spielvarianten beziehungsweise Sonderregeln sind in dem Artikel Doppelkopf-Sonderregeln erläutert.

### Spiel ohne Neunen
Eine weit verbreitete Variante ist das Spiel ohne Neunen (so genanntes scharfes Blatt oder ohne Luschen). Dabei werden die Neunen aus dem Spiel genommen und jeder Spieler erhält nur 10 Karten (beim Geben werden erst 3, dann 4 und dann wieder 3 Karten ausgeteilt). Entsprechend besteht ein Spiel dann auch nur aus 10 Stichen. Das Spiel ohne Neunen ist die Variation, die den stärksten Einfluss auf Taktik und Strategie hat.
Das Entfernen der Neunen hat zur Folge, dass generell Farbstiche seltener herumgehen, also häufiger mit Trumpf gestochen wird. Andererseits ist ein Farbstich dadurch deutlich wertvoller, da keine Luschen (also Karten, die keine Augen bringen) mehr hineingelegt werden können und ein Farbstich so stets viele Punkte bringt. Ferner kann eine Farbe jetzt nur noch einmal herumgehen. Das Fehlen der Neunen der Farbe Karo wirkt sich kaum aus.

#### Herzdurchlauf
In Kombination mit Dullen ist das Herumgehen der Farbe Herz besonders unwahrscheinlich, da jeder Spieler genau eine der vier Karten dieser Farbe bekommen oder Fehlkarten abwerfen muss. Gelegentlich wird deshalb ein reiner Herzstich (Herzdurchlauf oder Theoretischer) wie ein Doppelkopf mit einem Sonderpunkt belohnt oder führt zu einer Bockrunde.
An- und Absagen sind nun natürlich mit 2 Karten weniger möglich, wenn die Variante der Turnierspielregeln verwendet wird. Im Extremfall kann so bei einer Hochzeit mit Klärung im dritten Stich die Erwiderung auf ein schwarz mit lediglich 2 Karten auf der Hand erfolgen.

### Spiel mit zwei Neunen
Dabei bleiben die beiden Herzneunen im Spiel. Die Karten werden wie beim Skat gegeben (3-4-3). Nach den ersten drei Karten werden zwei Karten in einen Stock in die Tischmitte gelegt. Nun können die Spieler miteinander wie beim Skat um den Stock reizen. Dabei gelten die üblichen Ansagen (keine 120, keine 90, keine 60, keine 30, schwarz das jeweils mit der Möglichkeit des Hand-Spiels, also ohne die Karten aufzunehmen). Der Gewinner hat zunächst anzusagen, ob er ein Solo spielt. Danach darf er die Karten aufnehmen und austauschen. Bevor er weiterspielt muss er zwei Karten wieder zurücklegen, die bei der Endauswertung für ihn zählen. Schließlich muss er noch ansagen, ob er Re oder Kontra spielt. Danach wird wie oben gespielt mit dem Unterschied, dass wenn man mit den Dullen spielt, auch hier sechs Herz-Fehlfarben vorhanden sind.

### Karlchen fangen
Wird der Kreuz-Bube (Karlchen) im letzten Stich von der Gegenpartei überstochen, erhält diese einen Sonderpunkt. In manchen Variationen berechtigt allerdings nur das Stechen mit der Karo-Dame zum Aufschreiben des Sonderpunkts.

### Schmeißen
In bestimmten Fällen ist es möglich, das Spiel einmischen zu lassen. Dies wird auch als schmeißen oder werfen bezeichnet. Das Spiel braucht in diesem Fall nicht geführt zu werden und es kann stattdessen verlangt werden, dass der Geber die Karten neu ausgibt. Dies gilt in einer häufigen Variante regelmäßig nicht für Solospiele. Daher wird das Einmischen in dieser Variante als Vorbehalt angemeldet (nach evtl. Solomeldungen).
Häufig sind folgende Varianten, die beliebig kombiniert werden können. Nach diesen kann ein Spieler einmischen lassen,
1. wenn er fünf Neunen (oder im Spiel ohne Neunen fünf Könige) auf der Hand hat,
2. wenn er vier Neunen und vier Könige auf der Hand hat,
3. wenn er vier Neunen aller vier Farben (oder im Spiel ohne Neunen vier Könige aller vier Farben) auf der Hand hat,
4. wenn er sieben Volle, also sieben Karten mit zehn oder mehr Augen besitzt oder
5. wenn er nur Trümpfe besitzt, die kleiner oder gleich dem Karo Buben sind (alternativ nur kleiner oder gleich dem Karo Ass).
6. wenn er nur zwei Trümpfe oder weniger besitzt.

In allen Fällen zeigt der werfende Spieler den anderen Spielern seine Karten und es wird neu eingemischt.

### Wiederholung eines Spiels
Eine regional anzutreffende Variante besagt, dass ein Spiel wiederholt werden muss, wenn nach Verrechnung der Punkte (mit Sonderpunkten) die Siegespartei 1 oder weniger beziehungsweise 0 oder weniger Punkte erhält. Das Spiel wird nicht notiert und der Geber muss noch einmal austeilen.

### Armut
Armut (auch verkaufen, schieben, pinkeln, Krankheit oder Trumpfabgabe genannt) liegt vor, wenn ein oder zwei Spieler nur drei oder weniger Trümpfe besitzen. Manchmal sind noch weitere zusätzliche Trümpfe (zum Beispiel die Karo-Asse) erlaubt. In diesem Fall können die Betroffenen fragen, ob sie ein jeweils anderer Spieler mitnehmen möchte. Dies gilt in einer häufigen Variante regelmäßig nur für Normalspiele. Daher wird Armut in dieser Variante als Vorbehalt angemeldet (nach evtl. Solomeldungen und evtl. Einmischen, aber vor Hochzeit). Teilweise wird das Zusammentreffen von „Armut“ und „Hochzeit“ zum Anlass für das Schmeißen gerechnet.
Wird ein betroffener Spieler nicht mitgenommen, so wird eingemischt. Andernfalls tauscht der betroffene Spieler bis zu drei Karten mit denen seines Partners und falls weitere zusätzliche Trümpfe erlaubt sind auch diese, diese dann aber üblicherweise offen. Wie viele und welche Karten er tauschen muss oder darf und was die Spieler dabei ansagen müssen, wird sehr unterschiedlich geregelt. Häufig muss die Anzahl der getauschten Trümpfe angesagt werden, oder zumindest ob überhaupt Trümpfe vorhanden sind („ungesund mit“ / „ungesund ohne“), und falls der Mitnehmende Trümpfe zurückgeben muss (da er nicht genügend Fehlfarben hält), so dürfen dies in der Regel nur die niedrigsten Trümpfe sein; in jedem Fall muss auch das mglw. angesagt werden („Zwei Trumpf zurück“). Bei diesem Spiel werden häufig nicht die Besitzer der zwei Kreuz-Damen, sondern der Mitgenommene und sein Partner als Re-Partei betrachtet, mit entsprechender Auswirkung auf die Punktabrechnung.
Im Wesentlichen gibt es zwei konkurrierende Varianten dieser Spielart.
1. Der Mitnehmende muss der Partner sein.
2. Die Karten werden im Uhrzeigersinn jedem Spieler angeboten. Der Besitz der Alten spielt hier keine Rolle. In der strengen Version dieser Spielart muss ggf. der letzte Spieler den Spieler mit der Armut mitnehmen.

Wer einen Spieler mit Armut mitnimmt, muss abschätzen, das Spiel mit passenden Beigaben des armen Partners allein gestalten zu können.

### Zweite Dulle sticht die erste Dulle
Eine weitere Variante ist das Fangen der Dullen. Dabei wird häufig vereinbart, dass die zweite Dulle die erste stechen kann, das heißt in diesem Fall erhält der Spieler den Stich, der die zweite Dulle gelegt hat. Damit fängt er natürlich auch die zuerst gelegte. Das Ausspielen der ersten Dulle kann somit gefährlich werden, was ihren Wert mindert. Eine weitere Variante besteht darin, diese Regel im letzten Stich außer Kraft zu setzen.
Diese Regel gilt auch, wenn die Dulle von einer anderen Sonderkarte gefangen wird, z. B. von einem doppelten Fuchs („Schwein“).
Diese Regel gilt nicht im Fall eines Solos.
Für das Fangen der Dulle werden manchmal bis zu zwei Sonderpunkte vergeben.

### Fuchs macht letzten Stich (Fuchs am End)
In manchen Varianten wird auch ein Sonderpunkt (oder zwei) vergeben, wenn der Fuchs den letzten Stich macht. Zuweilen wird dies Fuchs im Letzten, Fuchs am Pinn oder Fuchs am End genannt.

### Schweine
Findet ein Spieler bei einem Normalspiel beide Karo-Asse in seinem Blatt, so werden je nach Regel ein oder beide Karo-Asse zum höchsten Trumpf. Diese werden dann Schwein, Schweinchen oder Sau genannt. Es gibt viele Varianten dieser Spielart. So können beide Karo-Asse Schweine sein und der Spieler, der sie besitzt, muss dies, je nach Variante, beim Nennen der Vorbehalte oder vor dem Ausspielen des ersten Karo-Ass ansagen. Üblicherweise hat Solo Vorrang vor Schweinen, es wird also zunächst nur ein allgemeiner Vorbehalt angesagt. Im anderen Fall (überraschende Schweine) kann vereinbart sein, dass vorher mindestens Re bzw. Kontra angesagt werden muss. In jedem Fall muss bei dieser zweiten Variante ein Fuchs bei Armut auch dann offen übergeben werden, wenn nur drei oder weniger Trümpfe vorhanden sind.
Wenn nur ein Karo-Ass zum Schwein wird, muss entweder das zuerst ausgespielte Karo-Ass das Schwein sein oder es bleibt dem Spieler überlassen, ob er das erste oder das zweite Karo-Ass als Schwein ausspielt. Eine Variante besteht darin, dass das zweite Karo-Ass nur dann zum Schwein wird, wenn das erste einen regulären Stich gemacht hat.
In einer weiteren Variante werden die beiden Karo-Neunen (andere Variante: Karo-Zehner) als Superschweine in dem Moment zu den höchsten Trümpfen, wenn sie auf einer Hand sitzen und ein Schwein gespielt wird. Ohne Schweine sind die Karo-Neunen die niedrigsten Trümpfe. Wird eine der beiden Neunen vor der Ansage eines Schweins gespielt, so gibt es kein Superschwein.

### Gans
Eine weitere regionale Spielvariante ist das Spiel mit Gans. Diese Variante unterstreicht die Praxis „niemals unterm Fuchs stechen“. Wird ein Stich mit einer Gans (Karo König) von einem Fuchs (Karo Ass) gewonnen, fängt der Fuchs die Gans. Gehören die Spieler von Gans und Fuchs zu verschiedenen Parteien, erhält die Partei, die die Gans gefangen hat, am Ende der Stichrunde einen Sonderpunkt.
Diese Regel tritt nicht oft in Kraft, trägt allerdings erstaunlich viel zur allgemeinen Erheiterung und Spielfreude bei.

### Weitere Solovarianten

#### Reines Farbsolo
In Konkurrenz zum Farbsolo nach den Turnierspielregeln gibt es noch die vier Varianten eines Farbsolo in Kreuz, Pik, Herz und Karo, bei denen wie beim Assesolo alle Karten bis auf die genannte Trumpffarbe Fehlfarben sind. Sowohl unter Trümpfen als auch unter den Fehlfarben ist die Rangfolge dann Ass, Zehn, König, Dame, Bube, Neun. Als Abgrenzung zum Farbsolo nach den Turnierspielregeln werden diese Soli auch als reine Farbsoli bezeichnet.

#### Königsolo
Das Königsolo funktioniert wie das Damensolo, mit dem Unterschied, dass hier nur die Könige Trumpf sind. Der König in der Fehlfarbrangfolge wird durch die Dame ersetzt.
Wie beim Damensolo gibt es beim Königsolo also 8 Trumpfkarten und 40 Fehlfarbenkarten.

#### Buben-Damen-Solo
Beim Buben-Damen-Solo, auch Damen-Buben-Solo, Damenbauernspiel, Hurenhaus oder Grand genannt, sind die Damen und Buben Trumpf, wobei die Damen wie beim Normalspiel Vorrang vor den Buben haben. Die Rangfolge ist hier jeweils wieder Kreuz, Pik, Herz, Karo. Die Fehlfarben haben die Rangfolge Ass, Zehn, König, Neun.
Eine Sonderform dieses Solos ist der Sokrates. Hier sind die Buben und Damen nacheinander Trumpf. Der Solospieler entscheidet mit dem Aufspiel, ob zunächst die Damen oder die Buben Trumpf sind. Nach dem sechsten Stich erfolgt dann der Wechsel. Während der Trumpfphase z. B. der Damen gelten die Buben als „normale“ Fehlfarben. Dies bedeutet, dass man einen Buben ggf. als Fehlfarbe bedienen muss, wenn der Solospieler die entsprechende Farbe fordert. Als Grundregel gilt, dass man mindestens die zwei Kreuzdamen bzw. Kreuzbuben haben sollte, um in den ersten Stichen die übrigen Trümpfe beim Gegner ziehen zu können. Des Weiteren sollte man bis zum siebten Stich am Aufspiel bleiben, damit man selbst nach dem Trumpfwechsel die siebte Karte aufspielen kann. Der Sokrates ist ein Solo, bei dem man immer wieder Überraschungen erlebt, da der Spielverlauf wegen des Trumpfwechsels sehr schwer vorherzusagen ist.

#### Köhler
Beim Köhler, auch K 1000, Iwan der Schreckliche oder Bilderbuch genannt, sind alle Bilder Trumpf, also die Könige, Damen und Buben, wobei die Könige die höchsten Trümpfe und die Buben die niedrigsten Trümpfe sind.

#### Weitere Varianten
Weitere, noch seltener gespielte Varianten kombinieren die Buben mit Königen („Mönchskloster“) oder die Könige mit den Damen („Edelpuff“) zu Trumpf. Ebenfalls gibt es ein Zehnen-Solo, bei dem nur die Zehnen Trumpf sind. Gut spielbar sind auch Varianten mit 4 Trümpfen. Z.B. Pik-Damen und Pik-Buben („Pauli“) oder Karo-Buben und Karo-Könige („Landadel“).

### Überstich
Wird vom aufspielenden Spieler Trumpf gefordert, muss der nächste Spieler (falls er einen höheren Trumpf auf der Hand hat) unbedingt einen höheren Trumpf ausspielen. Der folgende Spieler muss ebenso verfahren. Wird eine Fehlfarbe gestochen, muss ein weiterer Spieler, falls er die Fehlfarbe nicht bedienen kann und keine andere Fehlfarbe abwerfen will oder kann, unbedingt über den Trumpf gehen (natürlich nur, wenn er einen höheren Trumpf besitzt).

### Alternative An- und Absagen
Es gibt verschiedene Alternativen zu den Turnierspielregeln bezüglich der An- und Absagezeitpunkte. Eine Möglichkeit besteht darin, die Zeitpunkte statt nach der Anzahl der Karten auf der Hand des an- oder absagenden Spielers nach der Anzahl der bereits gespielten Stiche beziehungsweise Karten zu beschränken. Andere Varianten erlauben Ansagen nur, bevor der erste Stich angespielt oder bevor der erste Stich herumgegangen ist.
Ebenfalls denkbar ist das Verbot einer Absage, wenn die Gegenpartei bereits eine Absage getätigt hat. Dies stellt sicher, dass es immer einen Gewinner gibt. In diesem Fall sollte eine An- oder Absage aber nur dem Spieler gestattet sein, der die nächste Karte des Stiches ausspielen muss, um gleichzeitige Ansagen zu vermeiden.
Die Unterteilung in Stufen von je 30 Augen ist eigentlich nur eine Erweiterung gegenüber dem einfachen Schneider und schwarz, wie es vom Schafkopf oder Skat bekannt ist. Dort gibt es insgesamt nur 120 Augen, weshalb dort auch eine Unterteilung in Stufen von 30 Augen vorliegt. Wird beim Doppelkopf nur mit Schneider und schwarz gespielt, so werden Stufen von 60 Augen verwendet. Eine Ansage von Schneider entspricht hier also der Absage keine 60. Die Absagen keine 90 und keine 30 sind dann nicht möglich. Die Spielauswertung muss dann natürlich auch entsprechend angepasst werden (siehe unten).
Eine Variation besteht darin, die Ansagen nicht durch Kontra und Re vorzunehmen, sondern durch klopfen. Dies führt dazu, dass zwar der Spielwert erhöht wird, aber keine Informationen über die Parteizugehörigkeit preisgegeben wird.

### Alternative Spielauswertung
Die Gewinnkriterien entsprechen meist denen der Turnierspielregeln. Eine leichte Variationsmöglichkeit besteht darin, von der Re-Partei auch dann 121 Augen zum Gewinn zu verlangen, wenn nur die Kontra-Partei ein Kontra angesagt hat. Wird nur mit Schneider und schwarz gespielt (siehe oben), so fallen lediglich die Gewinnkriterien für keine 90 und keine 30 weg.
Bei der Spielwertung gibt es hingegen unzählige Alternativen. Im einfachsten Fall werden die Gewinnpunkte einfach addiert, wobei sie ggf. noch mit einem festen Vorfaktor multipliziert werden.(zum Beispiel 5 oder 10). Auf das Spiel selbst hat dies natürlich keinen Einfluss, ist aber sinnvoll, wenn um Geld (zum Beispiel Cent-Beträge) gespielt wird. Alternativ werden für die gewinnende Partei Pluspunkte und für die verlierende Partei Minuspunkte aufgeschrieben. Beim Solospiel erhält dann der Solospieler den dreifachen Punktwert. Dies hat den Vorteil, dass die Quersumme der Punkte aller Mitspieler immer Null ergibt. Falls dies nicht mehr der Fall ist, kann (besonders am fortgeschrittenen Abend) der Fehler schnell gefunden werden.
Wird nur mit Absagen Schneider und schwarz gespielt, so fallen die entsprechenden Zusatzpunkte für keine 90 und keine 30 einfach weg. Bei abgesagtem Schneider wird dann erst ein Zusatzpunkt für die Gegenpartei gegeben, wenn sie trotzdem über 120 Augen erreicht.
Eine häufige Variante ist es, die Punkte nicht zu summieren, sondern zu verdoppeln. Ausgenommen davon sind dann meist Sonderpunkte für Karlchen, gefangene Füchse oder gefangene Dullen, oft aber auch für Doppelköpfe, die am Ende der Spielauswertung dazu addiert werden. Bei Doppelköpfen wird manchmal aber auch verdoppelt, wobei dies immer der Gewinnerpartei nützt, unabhängig davon, ob sie den Doppelkopf gewonnen hat oder nicht. Oft gelten Doppelköpfe auch bei Soli. Karlchen, gefangene Füchse oder Dullen können auch bei bestimmten Solovarianten gelten gelassen werden, die dem Normalspiel ähneln.
Erreichen beide Parteien 120 Augen (meist analog zum Skat gespaltener Arsch, manchmal auch geteilter Arsch oder Spaltarsch genannt), so wird oft vier Spiele in Folge der Spielwert (ohne Sonderpunkte) verdoppelt. Diese Spiele werden auch als Bockrunde bezeichnet. Bockrunden können auch gespielt werden, wenn ein angesagtes Re oder Kontra verloren wird oder wenn ein Spiel null Punkte zählt. Mehrere Böcke können dann aneinander angeschlossen werden, oder sie werden parallel laufengelassen. Letzteres bedeutet, dass bei k parallelen Böcken der Spielwert mit 2k multipliziert wird. Daneben gibt es weitere vielfältige Regeln, die Bockrunden bei bestimmten Ereignissen implizieren.

### Rangfolge der Vorbehalte
Die Rangfolge der Vorbehalte in privaten Runden ist meist komplizierter als die der Turnierspielregeln, da einige Sonderregeln, die nicht Standard sind, als Vorbehalt angemeldet werden können.
Eine gängige Hierarchie ist etwa: Pflichtsolo, Lustsolo, Schmeißen, Armut, Hochzeit. Bei Anwendung der entsprechenden Regel könnte also ein Spieler mit z. B. fünf Luschen auch dann schmeißen, wenn eine Hochzeit angemeldet wurde (nicht jedoch gegen ein Solo).
Gelegentlich werden auch die Soli in eine Rangfolge gebracht, sodass bei mehreren Pflicht- oder Lustsoli diese Rangfolge relevant ist anstelle der Sitzreihenfolge. Eine gebräuchliche Rangfolge hierfür ist: Trumpfsolo (Farbsolo Karo), Damensolo, Bubensolo, andere Farbsoli, Fleischloser.

### Variante für sechs Spieler
Eine in Mitteldeutschland bekannte Variante für sechs Spieler ist das sogenannte „Wildwechsel“. Anders als beim üblichen Doppelkopf werden hier die 48 Karten an sechs Spieler verteilt. Zusätzlich zu den bekannten Parteien ergibt sich eine dritte Partei, die sogenannten Hirsche, welche die Spieler bilden, die die beiden Herz Damen auf der Hand halten. Sollte es passieren, dass es Überschneidungen der Parteien gibt (sollten einer oder beide Hirschspieler auch Kreuz-Damen aufweisen), so ergibt sich die Situation, dass die Runde nicht im üblichen 2 gegen zwei gegen zwei-Modus aufgetragen wird, sondern sich die Parteien der Kreuz- und Herz-Damen vereinigen und somit ein zwei gegen vier- oder drei gegen drei-Spiel stattfindet.
Die üblichen Regeln sind wie bei dem klassischen Doppelkopf, ebenfalls Sonderpunkte. Die einzige Ausnahme bildet die Gewinnpunktzahl. Gewonnen hat hierbei die Partei, die am meisten Punkte erringen konnte. Dies ist bei 120 erworbenen Punkten im klassischen Wildwechsel gegeben, kann jedoch schon bei 81 Punkten erfolgen. Bei einem Unentschieden gewinnt auch hierbei die Kontrapartei.

## Taktik und Spielverlauf
Taktik und Spielverlauf hängen von verschiedenen Faktoren ab. Zum einen ist hier das verwendete Regelwerk zu nennen. Vor allem das Spiel ohne Neunen verlangt eine starke Modifikation der Spielweise.
Zu den taktischen Grundlagen für die Phase nach der Parteienfindung zählt vor allem die Wippe beziehungsweise klassische Hoch-Tiefbauweise (einer niedrig, der andere hoch). Dabei spielen die Partner abwechselnd niedrige Trumpf oder Fehl an und der jeweils andere nimmt den Stich mit einem seiner hohen (so hoch wie nötig) Trumpf mit. Die Wippe beruht auf der empirischen Annahme, dass bei einem Spiel die beiden potentiellen Partner sowohl niedrige als auch hohe Trümpfe besitzen und es ineffektiv wäre, wenn jeweils die niedrigen und hohen Trümpfe zusammen in einem Stich fielen. Es soll also die Zahl der stichwirksamen Trümpfe maximiert werden. Ob die Wippe eine brauchbare Taktik ist, hängt sehr stark vom Spielverlauf, der Kartenauswahl und diesbezüglich auch der Sitzkonstellation der Partner ab.
Daneben beeinflusst vor allem auch die Spielstärke der einzelnen Spieler das Spielgeschehen. Anfänger sind zumeist nur bemüht, regelkonform zu spielen. Später besteht der Drang, innerhalb eines Spieles auch selbst die Initiative zu übernehmen und nicht nur zu reagieren. An- und Absagen werden aber meist nur mit besonders guten Karten auf der Hand gemacht, weil noch die Sicherheit fehlt den Spielverlauf einzuschätzen. Gute Spieler achten verstärkt darauf, durch An- und Absagen die Erwartungswerte der Gewinnpunkte gezielt zu erhöhen, um dadurch bessere Chancen auf den Gesamtsieg bei einer Doppelkopfrunde zu bekommen. Besonders gute Spieler lassen sich durch geschickte Wahl der An- und Absagezeitpunkte und Wartezeiten vor dem Ausspielen einer Karte (so genannte stille Abfrage) Informationen über ihr Blatt zukommen. In diesem Zusammenhang ist vor allem das Essener System zu nennen. Hier wurden seitens professioneller Klubspieler die meisten informellen Konventionen zusammengefasst, verfeinert sowie ihre Bedeutung und Wirkungsweise erklärt. Ziel ist, dass sich auf diese Weise innerhalb der einzelnen Doppelkopf-Clubs eine breite und verlässliche Basis von Konventionen bildet.